# Glyphodella vadonalis
Glyphodella vadonalis là một loài bướm đêm trong họ Crambidae.